# General Motors of Canada Ltd. c. City National Leasing
La décision General Motors of Canada Ltd. c. City National Leasing est un arrêt de principe de la Cour suprême du Canada concernant la portée de la compétence fédérale en matière de Trafic et commerce dans la Loi constitutionnelle de 1867.

## Les faits
De 1970 à 1980, General Motors (GM) a vendu des véhicules à la fois à City National Leasing (CNL) et aux concurrents du CNL. On a découvert que GM, par l'intermédiaire de GMAC (maintenant Ally Financial), offrait au concurrent du CNL un meilleur taux d'intérêt que le CNL. CNL a soutenu qu'il s'agissait d'une pratique discriminatoire allant à l'encontre de l'art. 34 (1)a) de la Loi relative aux enquêtes sur les coalitions, lui donnant une cause d'action en vertu de l'art. 31.1 de la Loi. Elle a poursuivi GM pour la perte de profit, les intérêts connexes et rupture de contrat pour des dommages survenus après mars 1980.
Pour sa défense, GM a fait valoir que :
- Certains paragraphes de la demande devraient être supprimés car ils ne révèlent aucune cause d'action parce que GM n'a jamais effectué de ventes directement à CNL ou à ses concurrents, et donc l'art. 34 (1) a) de la Loi ne s'appliquait pas
- L'art. 31.1 est ultra vires quant à la compétence législative du Parlement, étant donné le caractère véritable de la compétence provinciale en matière de propriété et de droits civils et les questions de nature locale ou privée
- Subsidiairement, si l'art. 31.1 est valide, il n'est pas rétrospectif et ne donne donc une cause d'action qu'après sa proclamation le 1er janvier 1976.

## Historique judiciaire antérieur
Au procès, le juge Rosenberg a accepté le premier argument de GM et a informé l'avocat que, compte tenu de cette conclusion, il n'était pas nécessaire d'orienter l'argumentation vers la question de l'ultra vires, la question constitutionnelle étant théorique. Il a cependant présenté ses vues sur les arguments qui avaient été soulevés quant à la constitutionnalité. Citant plusieurs sources, il a conclu que le droit d'un particulier d'intenter des poursuites n'est pas vraiment nécessaire pour que la Loi relative aux enquêtes sur les coalitions soit effective et, par conséquent, l'art. 31.1 est ultra vires du Parlement du Canada. Il a également souscrit au troisième argument de GM, déclarant que l'article n'était pas rétrospectif et ne s'appliquait donc pas aux transactions antérieures à 1976.
La Cour d'appel de l'Ontario a accueilli l'appel en partie. En traitant les trois questions en jeu, elle a déclaré :
Qu'elle n'était pas convaincue que CNL ne pouvait pas espérer faire valoir une réclamation fondée sur l'art. 34 (1) si l'affaire devait être jugée.
Que le juge avait commis une erreur en procédant à une conclusion après avoir indiqué à l'avocat qu'il n'avait pas besoin d'entendre la plaidoirie sur la question.
Que le juge a eu raison de dire que l'article n'avait pas d'effet rétrospectif.
À la demande de tous les avocats, il a traité de la question de la validité de l'art. 31.1, et a déclaré que, sur la base de la jurisprudence contemporaine de la Cour d'appel fédérale, l'article était constitutionnellement valide.
L'autorisation d'interjeter appel a été accordée par la Cour suprême du Canada et l'affaire a été entendue parallèlement à un appel de l'affaire correspondante de la Cour d'appel fédérale.

## Jugement de la Cour suprême du Canada
Les questions soumises à la Cour suprême étaient de savoir si:
la Loi relative aux enquêtes sur les coalitions, en tout ou en partie, était intra vires de la compétence du Parlement en vertu de l'art. 91 (2) de la Loi constitutionnelle de 1867, et
l'art. 31.1 de la Loi (qui créait une cause d'action civile) était intégrée à la Loi de telle sorte qu'elle était également intra vires en vertu de l'art. 91 (2)
La nature de la puissance commerciale et commerciale.
Dans une décision unanime, le juge en chef Dickson a conclu que la Loi était valide en vertu du volet général de la compétence en matière de trafic et commerce et que les dispositions nécessairement accessoires à l'objet valide de la Loi l'étaient donc également. Dans cette décision, il a énuméré plusieurs indices qui, sans être exhaustifs ni nécessairement décisifs,peuvent être utilisés pour identifier cette validité :
1. la législation contestée doit faire partie d'un régime réglementaire général
2. le système doit être surveillé par la surveillance continue d'un organisme de réglementation
3. la législation doit porter sur le commerce dans son ensemble plutôt que sur une industrie en particulier
4. la législation devrait être d'une nature que les provinces, conjointement ou individuellement, seraient incapables, sur le plan constitutionnel, d'adopter
5. le fait de ne pas inclure une ou plusieurs provinces ou localités dans un système législatif compromettrait le bon fonctionnement du système dans d'autres parties du pays

En l'espèce, la Cour suprême du Canada a jugé que la loi avait une portée nationale et visait l'économie en tant qu'entité nationale intégrée unique plutôt que comme un ensemble d'entreprises locales distinctes. Les provinces, conjointement ou individuellement, seraient constitutionnellement incapables d'adopter cette législation, et le fait de ne pas inclure une ou plusieurs provinces ou localités compromettrait le bon fonctionnement de la législation dans d'autres parties du pays.

## Effet de la doctrine du caractère véritable
La jurisprudence antérieure avait formulé un certain nombre de critères, qui n'étaient pas identiques, pour déterminer si une disposition est suffisamment intégrée dans la législation pour maintenir sa constitutionnalité en vertu de la doctrine du caractère véritable. Le juge en chef Dickson a noté que de tels cas ont axé la question sur une manière spécifique au contexte, qui ne prêtait pas à des principes généraux, et a déclaré:

« Puisque la gravité de l'empiétement sur les pouvoirs provinciaux varie, il en va de même du critère requis pour maintenir un équilibre constitutionnel approprié.  En examinant la jurisprudence antérieure, il faut s'attendre à trouver des exemples de modèles entre le critère de concordance approprié et le chef de compétence en vertu duquel la loi fédérale est valide.  De tels modèles existent non seulement en raison d'un degré de similarité possible avec la loi fédérale qui relève de l'un ou l'autre chef de compétence, mais aussi parce que certains chefs de compétence fédérale, comme par exemple le par. 92(10) , sont des pouvoirs restreints et distincts qui se rapportent à des entreprises et des ouvrages particuliers et donc très susceptibles de comporter des dispositions qu'on ajoute après coup à la loi pour la valider, alors que d'autres chefs de compétence fédérale, comme par exemple les échanges et le commerce, sont généraux et donc peu susceptibles de donner lieu à des dispositions très envahissantes. »

Il a résumé et décrit l'analyse à utiliser à cet égard dans les affaires futures :
- Le tribunal doit déterminer si la disposition contestée peut être considérée comme empiétant sur les pouvoirs provinciaux et, dans l'affirmative, dans quelle mesure.
- Il doit établir si la loi (ou une partie dissociable de celle-ci) dans laquelle se trouve la disposition contestée est valide.
  - Dans les affaires relevant du deuxième volet de l'art. 91 (2), cela impliquera normalement de constater la présence d'un régime de réglementation, puis de vérifier si les caractéristiques énoncées par la Cour ont été respectées par le régime. Si le schéma n'est pas valide, c'est la fin de l'enquête.
- Si le régime de réglementation est déclaré valide, le tribunal doit alors déterminer si la disposition contestée est suffisamment intégrée au régime pour pouvoir être maintenue en vertu de cette relation. Cela nécessite de prendre en considération la gravité de l'empiètement sur les pouvoirs provinciaux, afin de décider de la norme appropriée pour une telle relation. Si la disposition réussit ce test d'intégration, elle est intra vires du Parlement en tant qu'exercice du pouvoir général de commerce et de commerce. Si la disposition n'est pas suffisamment intégrée dans le régime de réglementation, elle ne peut être maintenue en vertu du deuxième volet de l'art. 91 (2).

Dans certains cas, il peut être possible de se passer de certaines des étapes susmentionnées si une réponse claire à l'une d'elles résoudra le problème. Par exemple, si la disposition en question n'a aucun rapport avec le régime de réglementation, la question de sa validité peut trouver une réponse rapide pour ce seul motif.

## Impact
General Motors, avec Kirkbi AG c. Ritvik Holdings Inc., sont des arrêts de principe sur la portée du pouvoir de trafic et commerce du Parlement canadien, en particulier en ce qui concerne le volet général de ce pouvoir. Il reflète le point de vue actuel de la Cour qui favorise l'intégration économique interprovinciale, particulièrement en ce qui concerne les points de vue exprimés par Peter Hogg et Warren Grover : 

« Il est certainement évident que la majeure partie de la réglementation de l'économie canadienne doit être nationale. Les biens et services, ainsi que l'argent ou le crédit qui les achète, circulent librement d'une partie du pays à une autre sans égard aux frontières provinciales. En fait, un concept de base de la fédération est qu'elle doit être une union économique [...] La relative insignifiance des frontières provinciales est devenue progressivement plus évidente à mesure que l'industrie a eu tendance à devenir plus concentrée. »